# جان فرانسوا بيرير
جان فرانسوا بيرير (بالفرنسية: François Perrier)‏ (و. 1594 – 1649 م) هو رسام، ونقاش فرنسي، كان عضوًا في الأكاديمية الملكية للرسم والنحت، توفي في باريس، عن عمر يناهز 55 عاماً.

## مناصب
تولى منصب رسام البلاط
.